# 運動終板

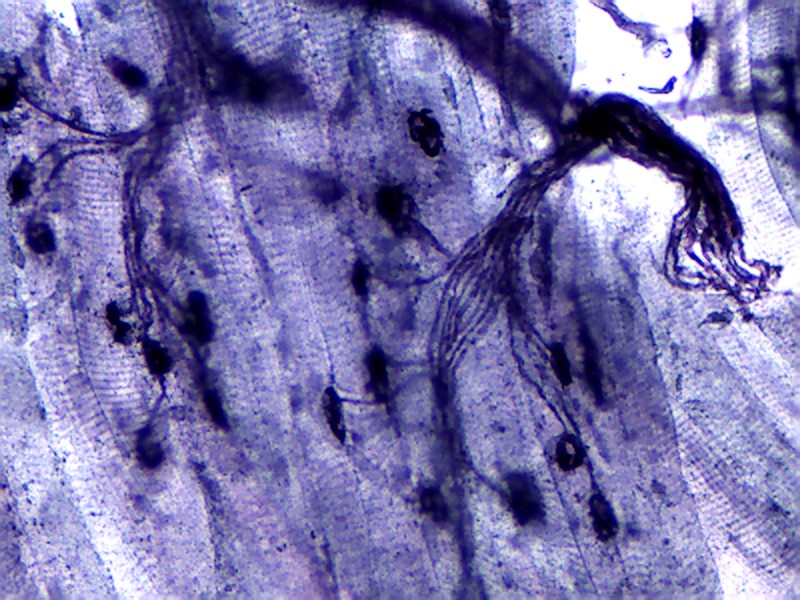
运动终板

運動終板（motor end-plate），是運動神經元的軸突末梢和骨骼肌細胞相鄰的功能性構造。運動神經元的軸突抵達所支配的骨骼肌時失去髓鞘，其軸突反覆分支，每一分支形成葡萄狀膨大，與一條骨骼肌纖維接觸，形成化學突觸連線，連線處呈橢圓形板狀膨大，稱為運動終板，也叫神經-肌連線。突觸前部的軸突末梢會釋放乙酰胆碱的神經傳導物質，引起骨骼肌收縮。